# Eugène Lagrange
Pour les articles homonymes, voir Lagrange.
Eugène Lagrange (ou Eugène-Auguste Lagrange), né le 30 mai 1855 à Saint-Josse-ten-Noode et mort le 15 juin 1936 à Bruxelles, fut un scientifique (géologue et physicien) et érudit belge. 
Il maitrisait l'anglais, l'allemand, l'italien, l'espagnol, le grec et le latin et plusieurs domaines scientifiques. Prolifique en notes et articles scientifiques, il était réputé être un excellent vulgarisateur, avoir un esprit encyclopédique et être à la fois modeste et généreux.
Eugène Lagrange est le frère du mathématicien et astronome Charles Henri Lagrange qui a été professeur dans la même école que lui, dont les anciens élèves évoquent parfois « les frères Lagrange ».

## Formation et spécialisation
Titulaire d'un doctorat en sciences physiques et mathématiques, il s'est spécialisé dans l'étude et l'enseignement de la physique du globe, en se passionnant notamment pour la séismologie, la météorologie, l'électricité dans la Nature et le magnétisme terrestre.  
Il acquiert sa première expérience d'enseignement en tant que répétiteur pour des étudiants de l'École royale militaire de Bruxelles, et dans l'année de son doctorat il publie déjà 11 articles (relatifs à des instruments astronomiques, sur le magnétisme terrestre et solaire, sur la géographie physique, sur les aurores boréales, sur les comètes et étoiles filantes, correspondant à une centaine de pages). 

## Carrière militaire et civile
Sa formation est scientifique, mais aussi militaire. Il fut lieutenant puis capitaine du Génie, et il enseigna ensuite à l'école militaire (comme pour son frère). 
Selon le séismologiste Oscar Somville : « physicien distingué, il fut remarqué par le mécène belge Ernest Solvay qui l'attacha à son laboratoire privé où il passa 17 années ».
En 1892, le général De Tilly lui demande de le seconder puis de le remplacer à la chaire de physique de l'école. Il y est nommé "professeur civil" en 1894 et continue à y enseigner (notamment la théorie mécanique de Clausius et Van de Waals et la thermodynamique, l'électricité, avec des cours théoriques, mais aussi sur paillasse en laboratoire) et peu à peu les nouvelles théories d'Einstein (relativité restreinte), puis en est exclu (ainsi que son frère) avant l'âge normal de la retraite à la suite d'un conflit avec un responsable militaire de l'enseignement dans l'école (le Major Leman, examinateur permanent à l'école militaire).
Il y reste toutefois professeur émérite (à partir de 1907), ce qui lui assure un revenu suffisant pour continuer son activité scientifique et éditoriale. Il a eu comme élève le futur général Seligmann. Sa notoriété fait qu'il donne un cours particulier au prince Albert.

## Apports scientifiques et culturels
Il est à l'origine de l'introduction des études sismologiques à l'Observatoire royal de Belgique (ORB) et y installe le premier pendule horizontal permettant de détecter les petits séismes. Il dresse pour l'observatoire une carte des distances permettant une détermination plus précise des épicentres des séismes.  
Avec des financements qu'il va chercher auprès d'Ernest Solvay, il crée et offre à l'observatoire Royal la première station sismologique, installée à Uccle. Elle est l'une des premières en Europe et la première de Belgique. 
Alors que le risque minier est source de nombreux morts et blessés, avec E. Van den Brock, il se demande s'il y a un lien entre le grisou et certains séismes des zones de mines de charbon en exploitation ; pour le savoir il installe un sismographe à 819 m de profondeur dans une galerie de mine des charbonnages de l'Agrappe à Frameries, puis à Quenast sur une zone d'affleurement de terrains primaires.
Ceci lui permet aussi de représenter la Belgique lors des conférences internationales de Strasbourg (1901 et 1903) où se crée l'association sismologique internationale. Il prépare une expédition vers les régions australes en formant le lieutenant Danco (qui meurt dans l'expédition) aux mesures du magnétisme terrestre et de l'électricité atmosphérique.
C'est un membre actif du Comité national (belge) de géodésie et de géophysique, où il est appelé à présider la Commission belge de l'année polaire 1932-1933, période durant laquelle il s'intéresse particulièrement au magnétisme terrestre et où l'on installe (à Elisabethville) au Katanga une « station magnétique ». Cette station devait être fermée dès la fin de l'année, faute de crédits de fonctionnement, mais Lagrange a trouvé les crédits nécessaires pour la rendre plus pérenne.
Il étudie la conductivité électrique de la terre et se demande si l'on ne pourrait pas utiliser des explosions, les anomalies magnétiques et de pesanteur pour mieux explorer les couches du sous-sol via leurs ondes réfléchies, toutes techniques encore très utilisées un siècle après.
Il a participé à l'invention d'une nouvelle méthode de soudure et mis en place les prémisses de la soudure électrique.

## Famille
Il a épousé le 28 décembre 1882, à Mons, Marie Thérèse Alphonsa Franeau (née en 1863, de Arthur Joseph Franeau (1829-1906) et de Henriette Louise Defontaine (1830-1910)  et ils ont quatre enfants :
- Daniel (1883-1964) [2] ;
- Annette (1888-....) [2]  ;
- Robert (1891-1915) (tué à la guerre) [2]  ;
- Jacques Paul Adrien (1893-1974)[2] .

## Honneurs et distinctions
- Commandeur de l'ordre de Léopold[3].